# غوستافو ريفيرا (سياسي)
غوستافو ريفيرا (بالإنجليزية: Gustavo Rivera)‏ هو سياسي أمريكي، ولد في 19 نوفمبر 1975 في سانتورس ‏ في الولايات المتحدة. نشط حزبياً في الحزب الديمقراطي. وقد انتخب عضو مجلس ولاية نيويورك.

## وصلات خارجية
- الموقع الرسمي